# Kimchi Field Museum
Kimchi Field Museum é um museu temático localizado em Seul, na Coreia do Sul. O museu aborda o tema da alimentação, principalmente o Kimchi.
Fundado em 1986 pela empresa Pulmuone Co., uma das maiores da Ásia na área de alimentação, sua principal atração e a mostra de mais de 80 variedades de Kimchi.